# Morris Ital
Morris Ital er en personbil fabrikeret af den britiske bilfabrikant Morris Motor Company mellem 1980 og 1984.
British Leyland arbejdede på en moderne afløser for Morris Marina og Austin Allegro. Men på grund af manglende ressourcer vil det tage for lang tid. For at holde liv i salget fik Morris Marina et let facelift med ny front og bagende, og bilen blev ved denne lejlighed omdøbt til Morris Ital. På motorsiden kom O-motoren i en større version, ellers var bilerne identiske.
I 1984 blev Ital, hvis konstruktion kan føres tilbage til Morris Minor fra 1940'erne, afløst af den forhjulstrukne Austin Montego.
Ligesom forgængeren findes Morris Ital som let lastbil, med lukket kasse eller åbent lad. Produktionen af lastbilerne fortsatte yderligere et halvt år efter personbilerne udgik af produktion. Derefter forsvandt mærket Morris helt.

## Varianter
| Model | Motortype              | Slagvolume | Effekt | Brændstofsystem      |
| ----- | ---------------------- | ---------- | ------ | -------------------- |
| 1.3   | 4-cyl. rækkemotor ohv  | 1275 cm³   | 61 hk  | Enkelt SU karburator |
| 1.7   | 4-cyl. rækkemotor SOHC | 1695 cm³   | 78 hk  | Enkelt SU karburator |
| 2.0   | 4-cyl. rækkemotor SOHC | 1993 cm³   | 90 hk  | Enkelt SU karburator |